# Wadi ad-Dawasir
Wadi ad-Dawasir (arabisch وادي الدواسر, DMG Wādī d-Dawāsir) ist eine Stadt im südlichen Zentrum Saudi-Arabiens. Sie liegt im Südwesten der Provinz Riad, die Teil der Region Nadschd ist.
Der Kreis Wadi ad-Dawasir hat 106.152 Einwohner (Volkszählung 2010). Die Gegend ist die Heimat des Beduinenstammes der Dawasir. Der Name Wadi ad-Dawasir bedeutet „Tal der Dawasir“.

## Wasser, Landwirtschaft, Energie
Die Stadt liegt am gleichnamigen endorheischen Fluss Wadi ad-Dawasir, der Wasser aus dem westlich gelegenen Asir-Gebirge in Richtung der Wüste Rub al-Chali transportiert. Außerdem existiert fossiles Grundwasser in den Sedimenten unter der Region. Durch dieses Angebot an Wasser wurde die Gegend um Wadi ad-Dawasir eines der landwirtschaftlichen Zentren Saudi-Arabiens, es werden unter anderem Tomaten, Kartoffeln und Wassermelonen angebaut. Der Niederschlag ist mit weniger als 200 mm pro Jahr jedoch gering, sodass für die Bewässerung mehr Wasser hochgepumpt wird, als sich Grundwasser neu bilden kann. Die Folge daraus ist ein Absinken des Grundwasserspiegels – seit den 1980ern ist er um 6 Meter gesunken.
Im Zuge der Vision 2030 von Kronprinz Mohammed bin Salman wird in Saudi-Arabien mehr in erneuerbare Energien investiert. Bei Wadi ad-Dawasir soll daher ein Solarpark entstehen, der eine Leistung von 120 MW haben soll.

## Klima
Das Innere der Arabischen Halbinsel und damit auch das Gebiet um Wadi ad-Dawasir hat heißes und trockenes Klima. Nach der Klimaklassifikation nach Köppen und Geiger wird es als BWh klassifiziert.

## Sehenswürdigkeiten und archäologische Stätten
Der König-Abdulaziz-Palast (arabisch قصر الملك عبد العزيز) wurde von 1911 bis 1916 durch Abd al-Aziz ibn Saud, den späteren König von Saudi-Arabien, gebaut. Die Gebäude wurden aus Lehm, Steinen und Holz in traditioneller Bauweise errichtet. Der Palast verfügt über je einen Turm an den vier Ecken des Areals und 6 hohe Mauern. Durch Regenfälle wurde der Palast beschädigt.
In der Umgebung von Wadi ad-Dawasir gibt es mehrere archäologische Stätten:
- Al-Fāw (arabisch الفاو) liegt etwa 100 Kilometer südlich der Stadt an der Straße nach Nadschran. Der Ort war ein Handelszentrum an der Weihrauchstraße vom heutigen Jemen zum Mittelmeer und es wird vermutet, dass er um 300 v. Chr. angelegt wurde.[6] Der Ort war aufgrund seiner Wasservorkommen eine wichtige Station auf der Karawanenroute am Rand der Rub al-Chali. Um 250 v. Chr. siedelten Minäer in dem Ort und bauten Tempel für ihre Gottheit. Vom ersten Jahrhundert vor Christus bis mindestens ins zweite Jahrhundert nach Christus waren die Nabatäer in al-Fāu, anschließend wurde es die Hauptstadt des Gebietes der beiden Stämme Kinda und Qahtan, das jedoch unter Angriffen aus dem Süden litt und später Vasallenstadt des Königreiches Himyar wurde. Die heutige Ausgrabungsstätte umfasst unter anderem die Reste von 20 Brunnen, Wohnhäusern, drei Tempeln und einer Nekropole mit turmförmigen Gräbern.[7]

- In den Bergen von Bani Sinama gibt es etwa 1400 Jahre alte Felsmalereien. Es sind Kamele, Strauße, Schafe und Raubtiere dargestellt.[6]

## Verkehr
Wadi ad-Dawasir liegt an der Route 10, die die Stadt mit Abha und Chamis Muschait im Südwesten und mit Riad und der Grenze zu den Vereinigten Arabischen Emiraten im Nordosten verbindet.
Über den Flughafen Wadi ad-Dawasir am westlichen Rand der Stadt besteht Anbindung an das nationale Flugnetz.

## Persönlichkeiten
- Salem al-Dawsari (* 1991), saudi-arabischer Fußballspieler